# Demetrio Paernio
Demetrio Giacomo Paernio (* 19. August 1851 in Genua; † 20. August 1914 ebenda) war ein italienischer Bildhauer.

## Leben
Demetrio Paernio studierte an der Accademia Ligustica di Belle Arti in Genua bei Giuseppe Isola und Santo Varni. 1866 nahm er an der Ausstellung der Gesellschaft zur Förderung der Schönen Künste von Genua mit einem Marmormedaillon des Profils Garibaldis teil. Im selben Jahr unterbrach er sein Studium, um als Freiwilliger unter Garibaldi im dritten italienischen Unabhängigkeitskrieg zu kämpfen. Nachdem er für einige Monate an die Akademie nach Genua zurückgekehrt war, folgte er 1867 erneut Garibaldi auf dem Feldzug nach Rom. Drei Jahre leistete er Militärdienst in Perugia, wo er nebenher die dortige Akademie besuchte, die ihn später zum Ehrenmitglied für Bildhauerei ernannte. Danach nahm er sein Studium an der Accademia Ligustica wieder auf und schloss es 1871 ab. Schon während der Ausbildung nahm er an zahlreichen Ausstellungen teil. Um 1875 arbeitete er mit dem älteren Giovanni Battista Cevasco zusammen, der noch dem klassizistischen und romantischen Stil verbunden war. Am 14. Dezember 1878 heiratete er in Genua Giuseppa Maddalena Pontigia.
Wie Varni und dessen Schüler wie Giacomo Moreno und Lorenzo Orengo war Demetrio Paernio ein Vertreter des bürgerlichen Realismus, in späteren Werken zeigen sich symbolistische und präraffaelitische Einflüsse. Er war ein gefragter Bildhauer und schuf insbesondere zahlreiche Grabdenkmäler für den Monumentalfriedhof Staglieno in Genua. Wie viele Bildhauer seiner Zeit stellte Paernio das Thema Tod als Ausdruck gesellschaftlicher Trauer dar. Für eine realistische Darstellung der Figuren besuchte er das anatomische Theater in Genua.

## Werke

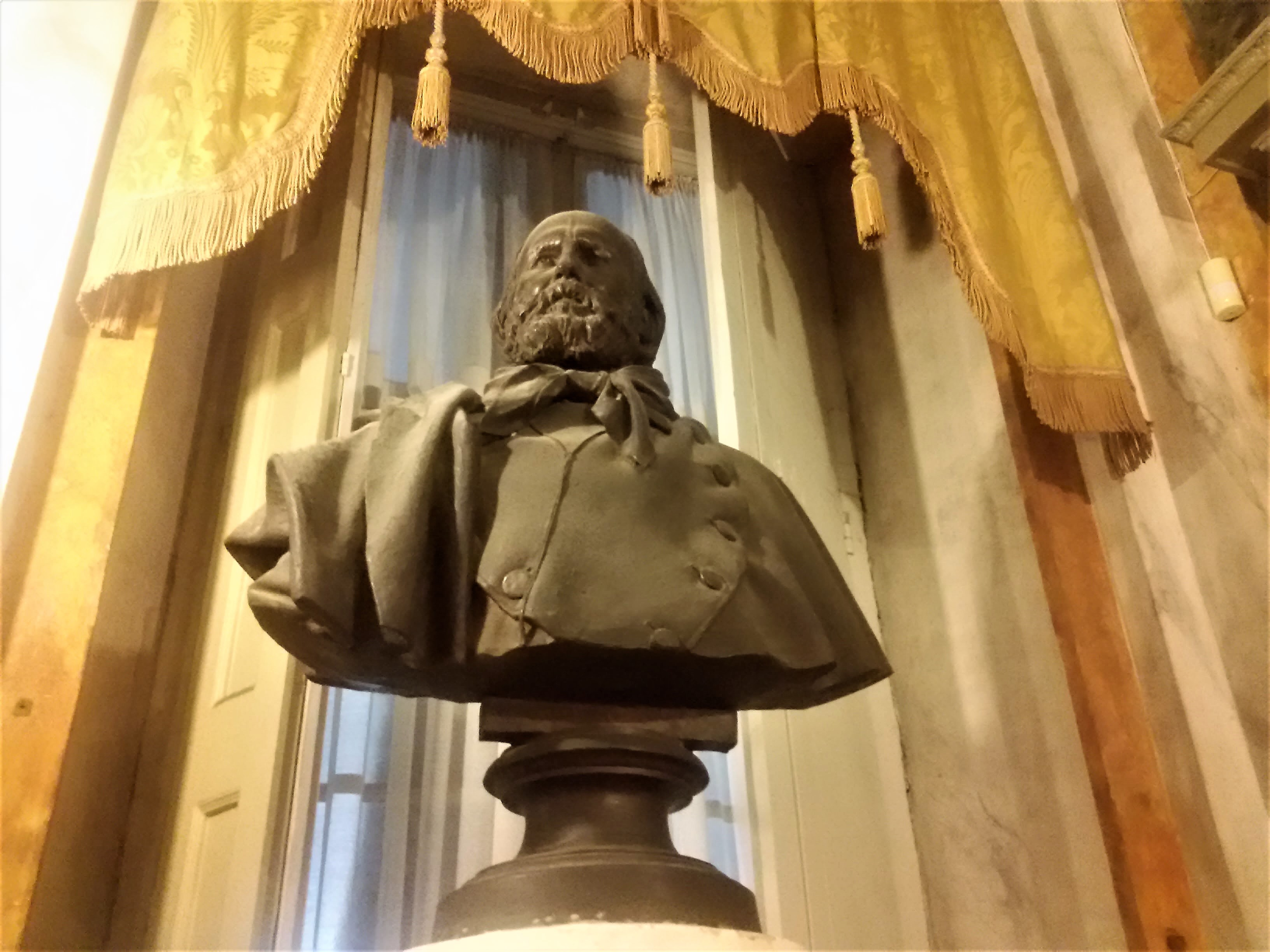
Büste Garibaldis im Palazzo Doria Tursi

- Marmorskulptur Dopo il delitto, 1884
- Bronzebüste von Giuseppe Garibaldi, Universität Genua, 1886
- Büste des Prinzen Placido Imperiale, Piazza Principe Imperiale, Poggio Imperiale, 1886
- Grabdenkmal für Rosina Penco, Cimitero Monumentale, Mailand, 1895
- Büsten von Giuseppe Garibaldi und Giuseppe Mazzini, Palazzo Doria Tursi, Genua
- Büste von Antonio Ceci, Pinacoteca civica, Ascoli Piceno

im Monumentalfriedhof Staglieno:
- Grabmal Massoleni, 1878
- Grabmal Luigi Priario, 1881

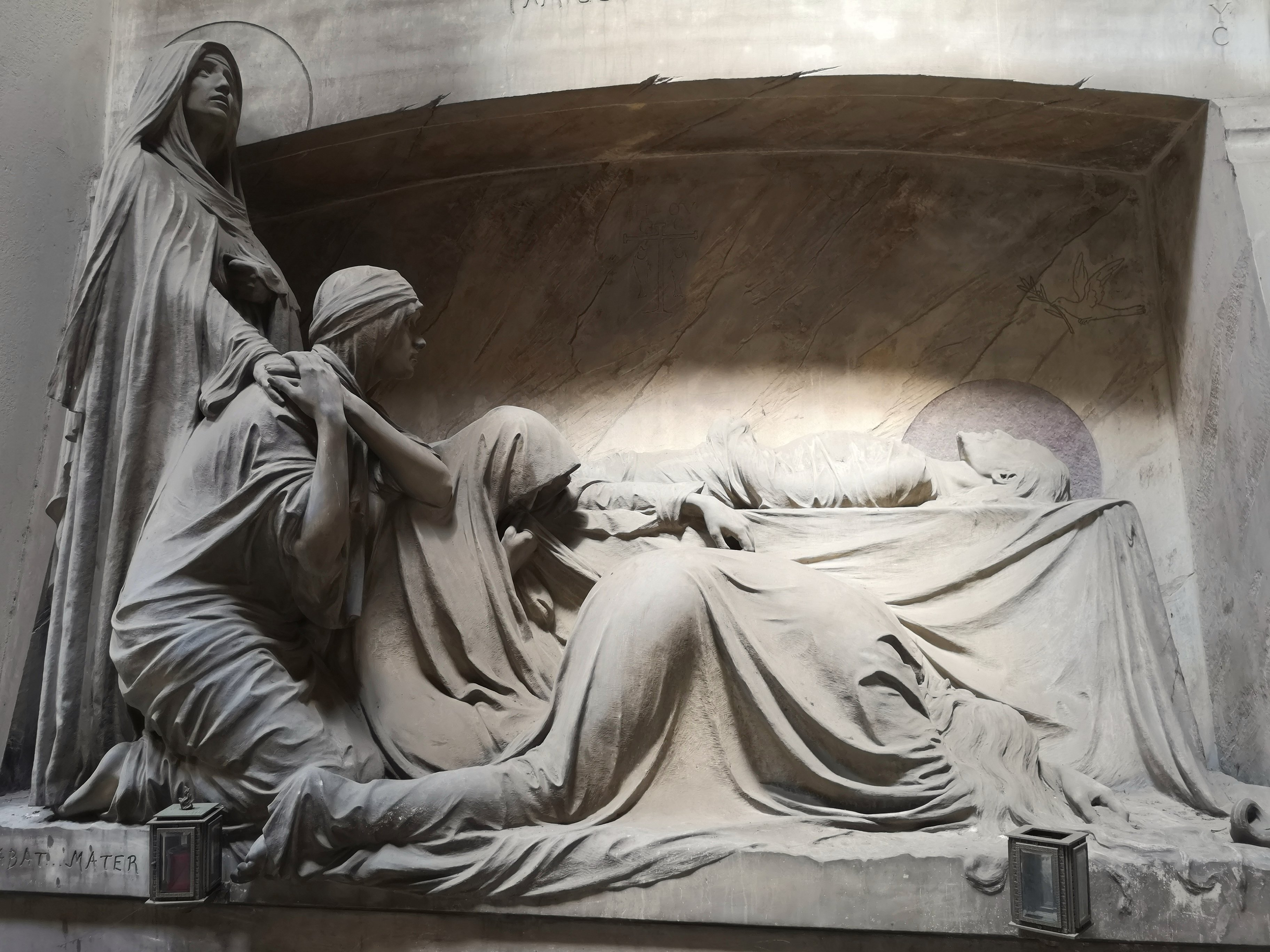
Grabmal Appiani (1910)

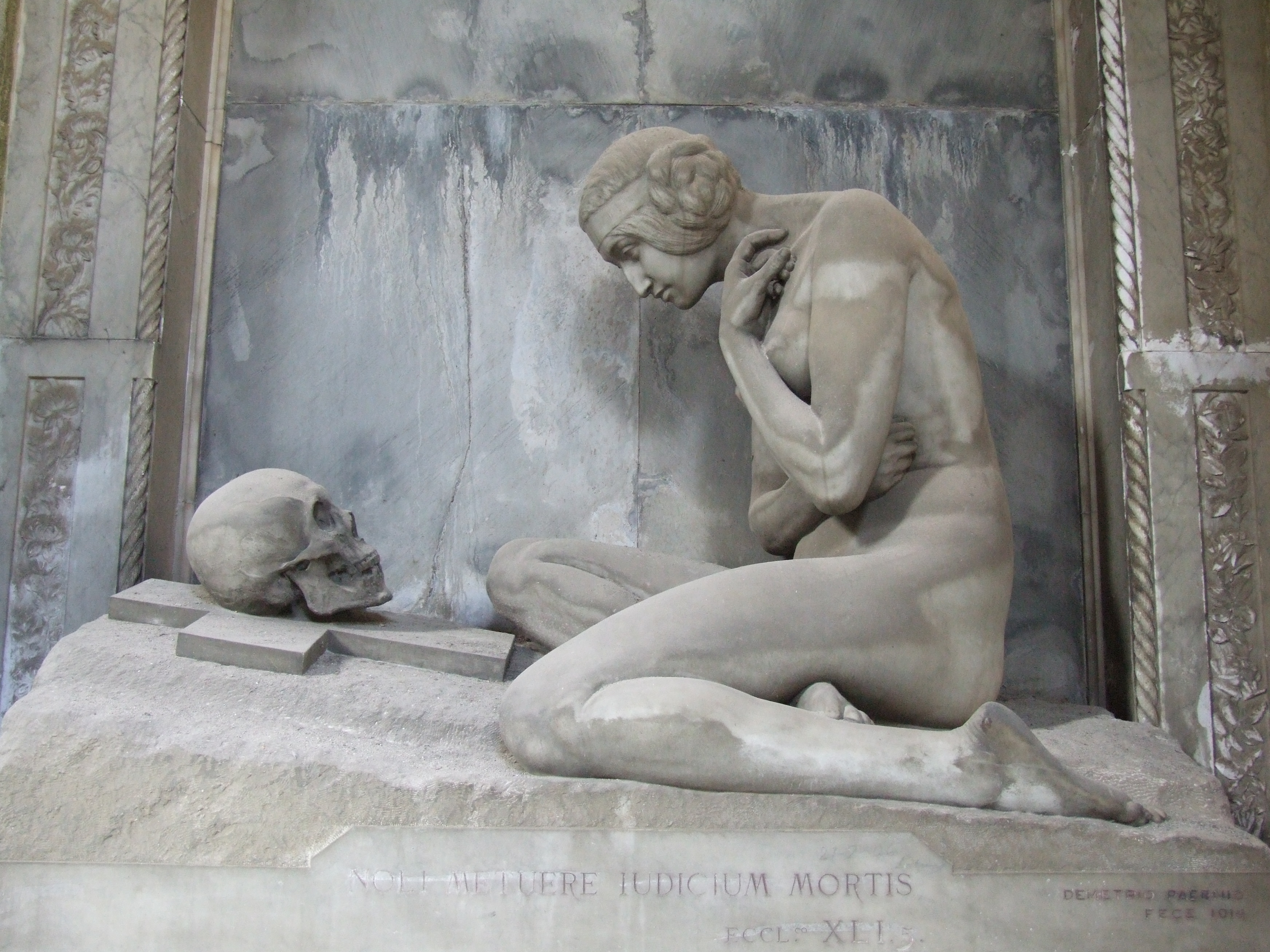
Grabmal Lavarello (1914)

- Grabmal Enrichetta Dall’Orso, 1882
- Grabmal Montebruno, 1886
- Marmorkruzifix für die Kapelle des Bankiers Rodolfo Hofer, 1886–1888
- Grabmal Strini, 1887
- Grabmal Stefano Castagnola, 1893
- Grabmal Giuseppe Uziel, 1893
- Grabmal Melania Casella, 1895
- Grabmal Cesare Parodi, 1895
- Grabmal Nicola Currò, 1896
- Grabmal Carlo Celesia, 1899
- Grabmal Bonifacio Giuseppina, 1900
- Grabmal Serra Quartara, 1900
- Grabmal Enrico Baghino, 1901
- Grabmal Giovanna Zerega in Baciocco, 1906
- Grabmal Michelangelo Cambiaso, 1908
- Grabmal Stefano Olivari, 1908
- Grabmal Familie Appiani, 1910
- Grabmal Alfonsina Scoti, 1913
- Grabmal G. B. Lavarello, 1914